# Marcin Ośliński
Marcin Ośliński (ur. ok. 1647 Krakowie, zm. 23 czerwca 1720 tamże) – polski profesor teologii i rektor Akademii Krakowskiej.

## Życiorys
W latach 1700–1719 był administratorem Drukarni Uniwersyteckiej, w latach 1696–1702 bibliotekarzem biblioteki Kolegium Większego. Rektorem krakowskiej uczelni został w roku 1714 zastępując na stanowisku Marcina Węgrzynowicza, urząd sprawował do 1716. W testamencie zapisał majątek na rzecz Biblioteki, której ofiarował również swój księgozbiór.